# Maison de la Lunette
La Maison de la Lunette est une maison de style baroque située au numéro 93 de la rue du Marché aux Herbes à Bruxelles, à côté de la Maison du Char d'Or et à quelques dizaines de mètres de la Grand-Place.

## Historique
La façade baroque de la Maison de la Lunette et son pignon datent de la fin du XVIIe siècle tandis que ses fenêtres rectangulaires à châssis de bois datent du XIXe siècle,.

## Statut patrimonial
La maison fait l'objet d'un classement au titre des monuments historiques depuis le 20 septembre 2001 sous la référence 2043-0544/01,.

## Architecture
La Maison de la Lunette possède une façade et un pignon de style baroque de la fin du XVIIe siècle,.
Cette façade de trois niveaux et trois travées, enduite, peinte en blanc et rehaussée de dorures, est constituée d'un rez-de-chaussée commercial moderne en bois cantonné de pilastres de pierre bleue moulurés, de deux étages et d'un pignon baroque,.
Le premier étage est rythmé par quatre hauts pilastres au fût panneauté dont la partie inférieure est ornée de rudentures (ornements en forme de bâtons) reposant sur une base rehaussée d'or,. Entre ces pilastres prennent place de grandes fenêtres à croisillons de bois dont les allèges plates alternent avec de petits panneaux situés sous les pilastres,.
Le second étage est percé de fenêtres à croisillons moins hautes séparées par des pilastres plus modestes, sans rudentures. L'allège centrale de cet étage est ornée d'un panneau de balustres, rehaussés de dorures. Les fenêtres latérales sont surmontées d'arcs surbaissés.
Au sujet des pilastres, on notera qu'on ne peut pas parler d'ordre colossal car, s'ils unissent le premier et le second étage, ils sont interrompus au niveau des allèges du second étage.
La façade est couronnée par un pignon baroque aux rampants chantournés, comportant trois travées. La travée centrale du pignon comprend une fenêtre à piédroits et impostes saillants portant un arc en plein cintre à clé saillante, surmonté d'un panneau sommé d'une coquille Saint-Jacques,. Cette travée centrale est flanquée de part et d'autre d'un œil-de-bœuf ovale surmonté d'un puissant larmier.
Le pignon porte deux boules dorées à ses extrémités et des volutes ; il est sommé d'un petit fronton triangulaire,.

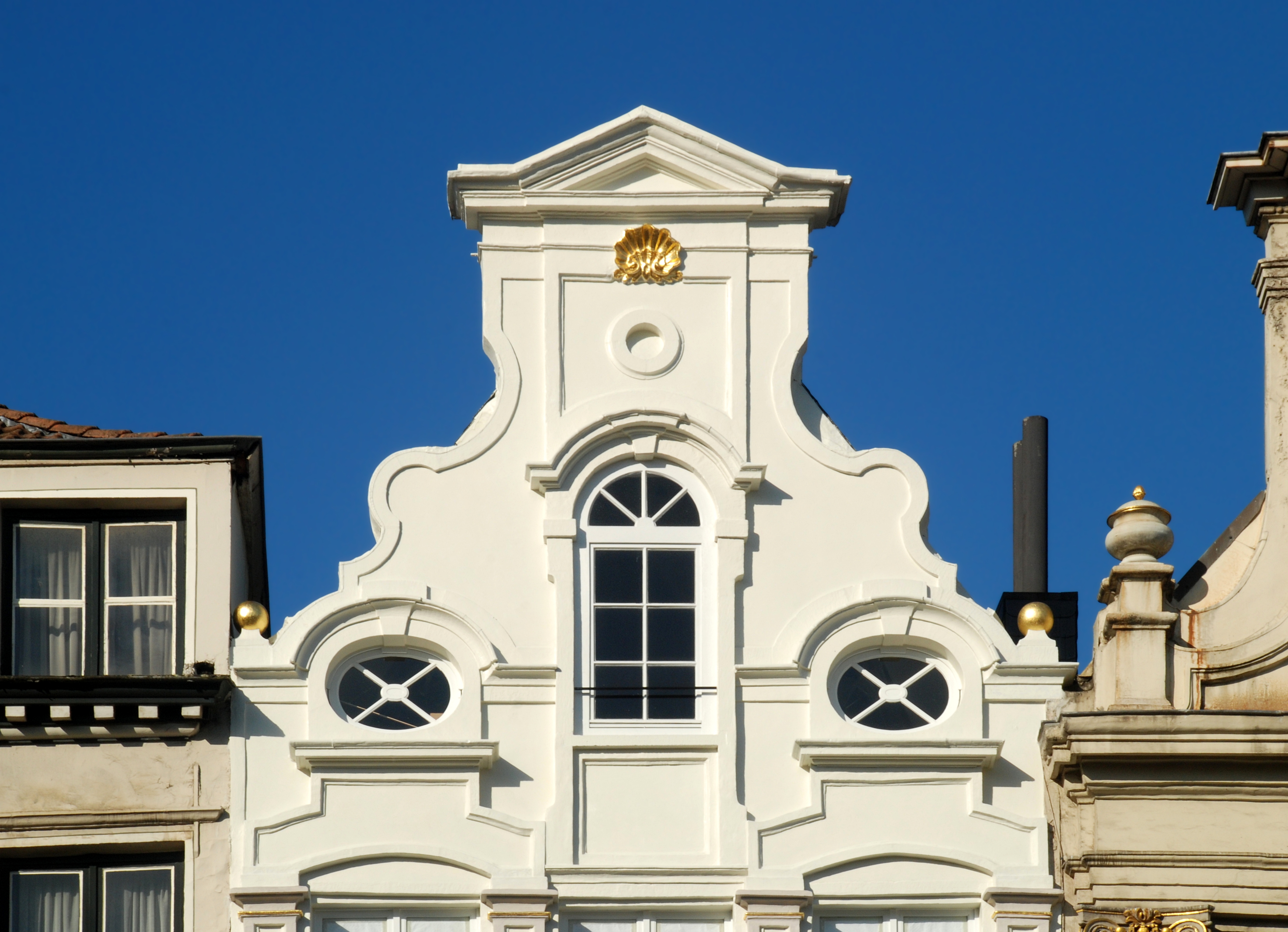
Le pignon baroque.
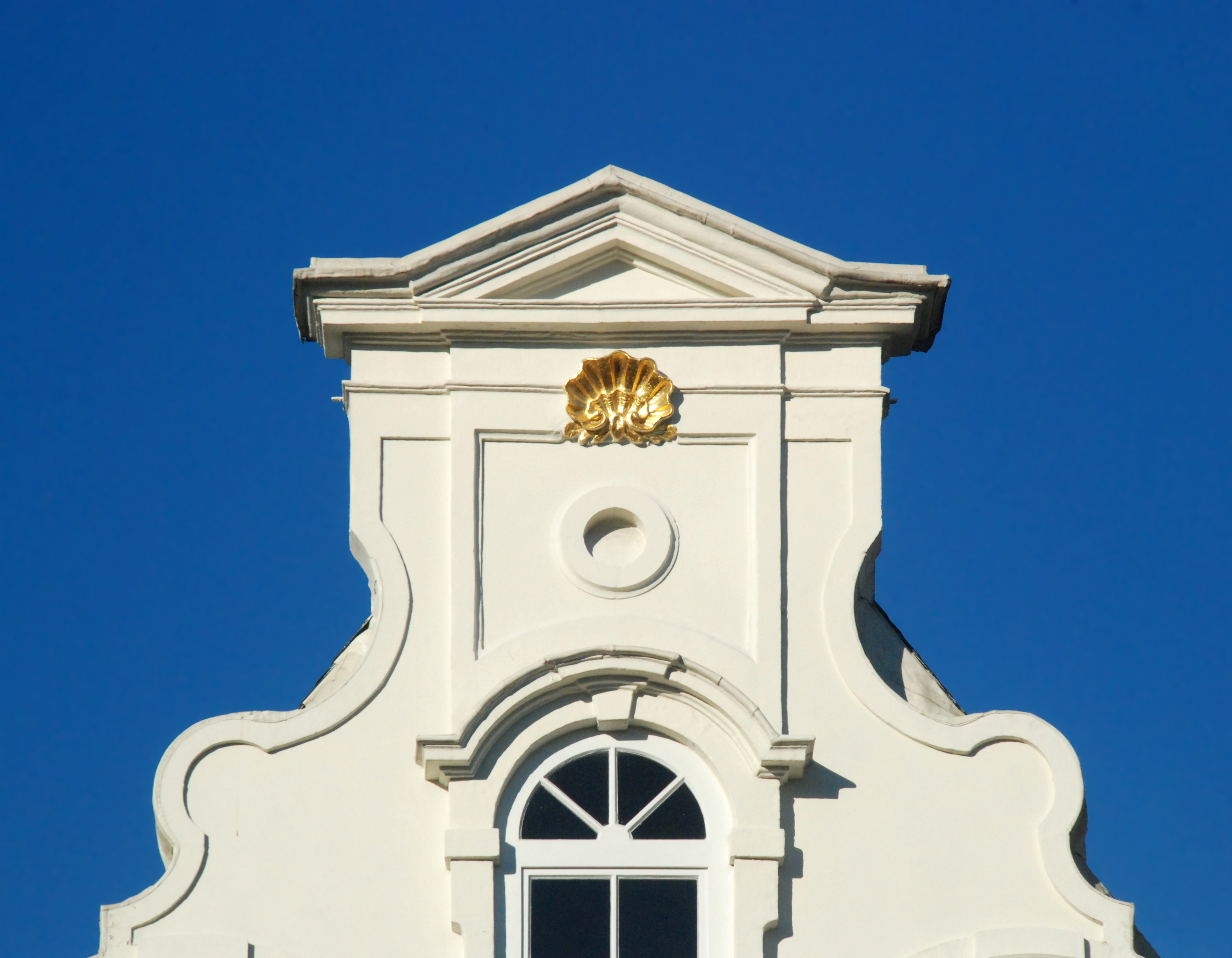
Le sommet du pignon.
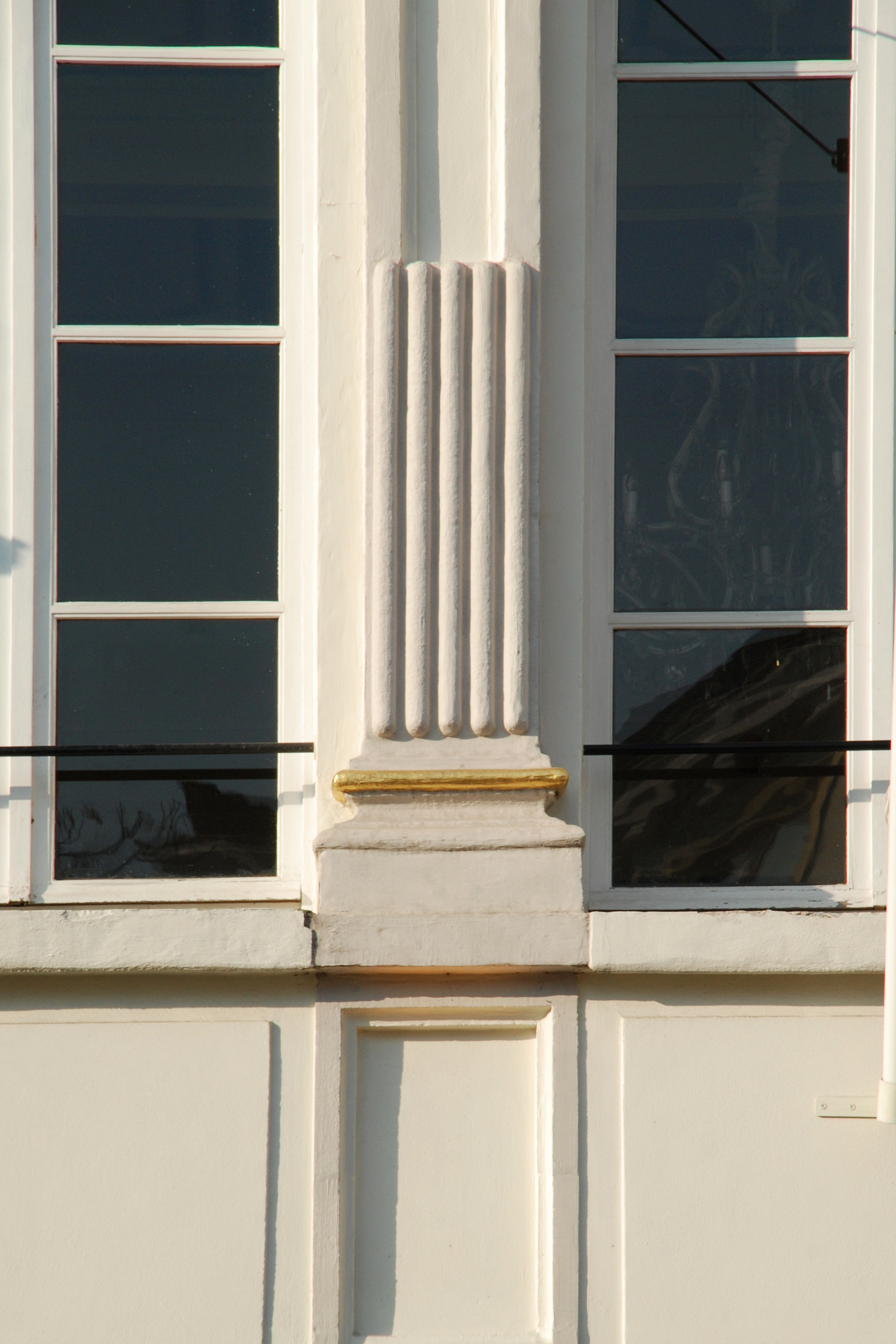
Rudentures du premier étage.

## Accessibilité
| ___ | Ce site est desservi par la station de métro : Gare Centrale. |